# حقوق ثبت
حقوق ثبت شاخه‌ای از علم حقوق عمومی داخلی با موضوع مالکیت و استیلا بر آن است و برخی از امور حقوقی مردم در طول زندگی شان مربوط به این شاخه علم حقوق است. این علم ارتباط مستقیم با حاکمیت دارد لذا در دست سازمان‌های دولتی است.